# Pholidobolus anomalus
Pholidobolus anomalus är en ödleart som beskrevs av  Müller 1923. Pholidobolus anomalus ingår i släktet Pholidobolus och familjen Gymnophthalmidae. Inga underarter finns listade i Catalogue of Life.